# Osádka
Osádka je obec na Slovensku, v okrese Dolný Kubín v Žilinském kraji, na Oravě. Žije v ní 175 obyvatel.

## Historie
První písemná zmínka o vesnici pochází z roku 1381.

## Geografie
Obec leží v nadmořské výšce 670 metrů a její katastrální území má výměru 4,079 km².